# Ernst Julius von Magusch
Ernst Julius von Magusch (* 1734 in Schlesien; † 8. Mai 1815 in Stargard in Pommern) war ein preußischer Generalmajor.

## Leben

### Herkunft
Er entstammte einer schlesischen Familie, die am 3. September 1729 durch Caspar von Magusch den Bömischen Adel erhielt. Sein Vater war Georg Ernst von Magusch (1715–1789), Geheimer Finanzrat im Generaldirektorium sowie Direktor der Akzise und des Zolls in Berlin.

### Militärkarriere
Magusch kam am 14. September 1753 in das Infanterieregiment „von Anhalt-Dessau“ der Preußischen Armee. Während des Siebenjährigen Krieges wurde er bei Kolin am Fuß und bei Zorndorf am Bein verwundet. Ferner kämpfte Magusch in der Schlacht bei Torgau sowie in den Gefechten bei Strehlen, Wittenberg und Leutmannsdorf (am Knie verwundet) sowie bei den Belagerungen von Prag und Dresden. 1763 avancierte er zum Premierleutnant.
Nach dem Krieg dauerte es bis zum 21. Juni 1777, bis er zum Stabskapitän befördert wurde. Am 30. Juni 1778 wurde er Kapitän und Kompaniechef. Magusch nahm als solcher am Bayerischen Erbfolgekrieg teil und wurde am 23. Dezember 1789 Major. Im Polnischen Feldzug 1794/95 wurde er bei der Belagerung von Warschau sowie den Gefechten bei Selze und Rawka eingesetzt. Für Rawka erhielt er am 8. Juni 1794 den Orden Pour le Mérite. Am 29. Juni 1795 wurde er zum Kommandeur des Infanterieregiments „von Pirch“ ernannt. Am 23. Juni 1798 wurde er Oberstleutnant und am 21. Juni 1799 Oberst. Sein 50-jähriges Dienstjubiläum feierte Magusch am 14. September 1803. Im Vierten Koalitionskrieg geriet er im Gefecht bei Weimar in französische Gefangenschaft und wurde nach Chalons-sur-Marne gebracht. 1808 kehrte er aus der Gefangenschaft zurück. „Eingedenk der langen und treuen Dienste, welche Ihr dem Staat geleistet habt“, wurde er am 5. September 1809 zum Generalmajor ernannt, erhielt aber wie viele andere auch nur halbes Gehalt. Er wurde am 23. September 1813 pensioniert und starb am 8. Mai 1815 in Stargard.